# KV Oostende
Koninklijke Voetbalclub Oostende eller kendt som KV Oostende er en belgisk fodboldklub fra byen Oostende i Vestflandern. Klubben spiller til dagligt i den belgiske liga Jupiler Pro League.